# Lizel Moore
Lizel Moore (Bloemfontein, 29 juni 1970), bijgenaamd Fatty, is een Zuid-Afrikaans triatlete uit Stellenbosch. Ze was tweemaal Afrikaans kampioen triatlon en eenmaal Zuid-Afrikaans kampioen triatlon. Ook nam ze eenmaal deel aan de Olympische Spelen en won bij die gelegenheid geen medaille.
Moore deed in 2000 mee aan de eerste triatlon op de Olympische Zomerspelen van Sydney. Ze behaalde een 30e plaats in een tijd van 2:08.18,19.
Ze studeerde aan de Universiteit van Queensland en is nu werkzaam als econoom.

## Titels
- Afrikaans kampioen triatlon: 1999, 2000
- Zuid-Afrikaans kampioen triatlon: 1999

## Belangrijke prestaties

### triatlon
- 1998: 58e WK olympische afstand in Lausanne - 2:32.00
- 1998:  Zuid-Afrikaans kampioenschap
- 1998:  Afrikaans kampioenschap
- 1999: 6e Australisch nationaal kampioenschap
- 1999: DNF WK olympische afstand in Montreal
- 2000: 44e WK olympische afstand in Perth
- 2000:  Zuid-Afrikaans kampioenschap
- 2000: 30e Olympische Spelen in Sydney - 2:08.18,19